# كارلوس سكوت
كارلوس سكوت (بالإنجليزية: Carlos Scott)‏ (18 يناير 1952 بلاباز في بوليفيا - ) هو لاعب كرة قدم أمريكي في مركز الوسط. شارك مع منتخب الولايات المتحدة لكرة القدم. أما مع النوادي، فقد لعب مع نيويورك كوسموس وHartford Hellions ‏.

## وصلات خارجية
- كارلوس سكوت على موقع عالم كرة القدم.نت (الإنجليزية)